# Rómpeme el corazón
Rómpeme el corazón es una canción interpretada por la cantante y compositora mexicana Gloria Trevi, lanzada por la discográfica Universal Music Latino el 9 de mayo de 2019 como el octavo y último sencillo oficial del decimosegundo álbum de estudio Diosa de la noche. Fue lanzada plataformas digitales ese mismo día de estreno así como también el video musical en su cuenta VEVO en YouTube.

## Tracklist

### Descarga digital[4]
- Rómpeme el corazón - 3:30

## Créditos

### Escritores[5]
- Gloria de los Ángeles Treviño
- Marcela De la Garza

### Productores[6]
- Trevi
- Jeon & YoFred